# Décibulles
Décibulles è un festival rock che si svolge ogni anno alla fine di giugno o ai primi di luglio a Neuve-Église (Basso Reno). Si svolge su tre giorni e accoglie ogni anno circa venti gruppi musicali.

## Il festival

### L'associazione Décibulles

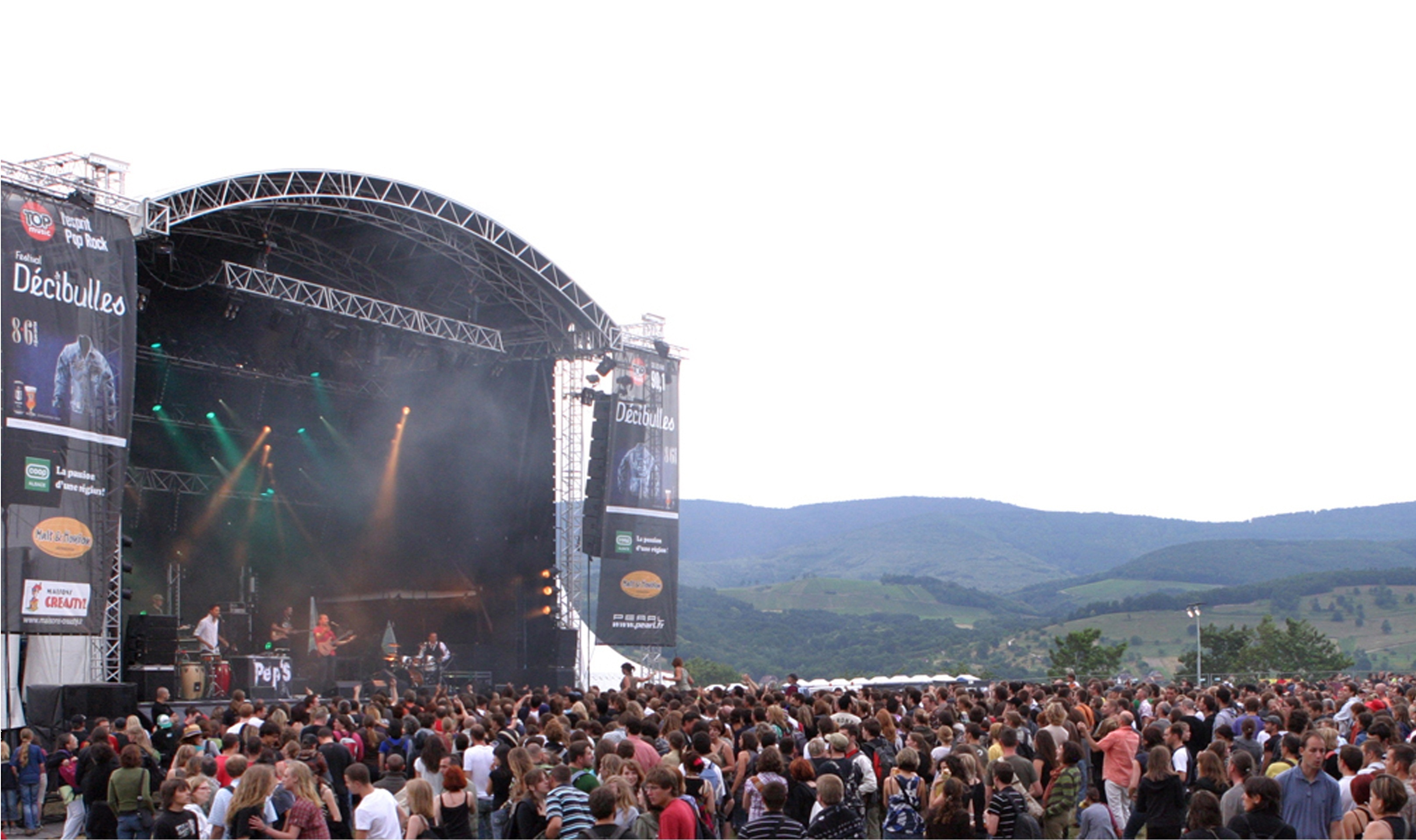

Il Festival è organizzato dall'associazione Décibulles, con sede a Neuve-Église. Nel 1992 i giovani del circolo Saint-Nicolas hanno l'idea di creare un evento nuovo, in sintonia con i loro gusti e le loro aspirazioni.
L'associazione, che già proponeva differenti attività sportive e culturali, ha lanciato un concetto più originale: un festival rock unito a una festa della birra. Décibulles sembrava il nome adeguato per un festival dove i « decibel » dei rockers sarebbero stati a fianco delle « bollicine » fermentate della birra.
Oggi l'associazione ha 2 dipendenti, 70 soci attivi e ci sono quasi 300 volontari che permettono il successo di questo evento.

### Brasseur de Rock!
Il miscuglio dei due elementi di base diventa ben presto il motto del festival. Il pubblico approfitta dei diversi stili musicali: pop, rock, metal, funk, world mugic, ska, reggae, hip hop, … e inoltre delle birre speciali di origini differenti.
Infatti l'unione rock e birra si è rivelata un successo, il pubblico può assaggiare più di 50 tipi di birre, tradizionali o artigianali, provenienti dai quattro angoli della terra.
Inoltre il bar-ristorante propone ai “festivalieri” tartes flambées, sandwich, crêpes e altri piatti tradizionali.

### In una valle «100% Nature»

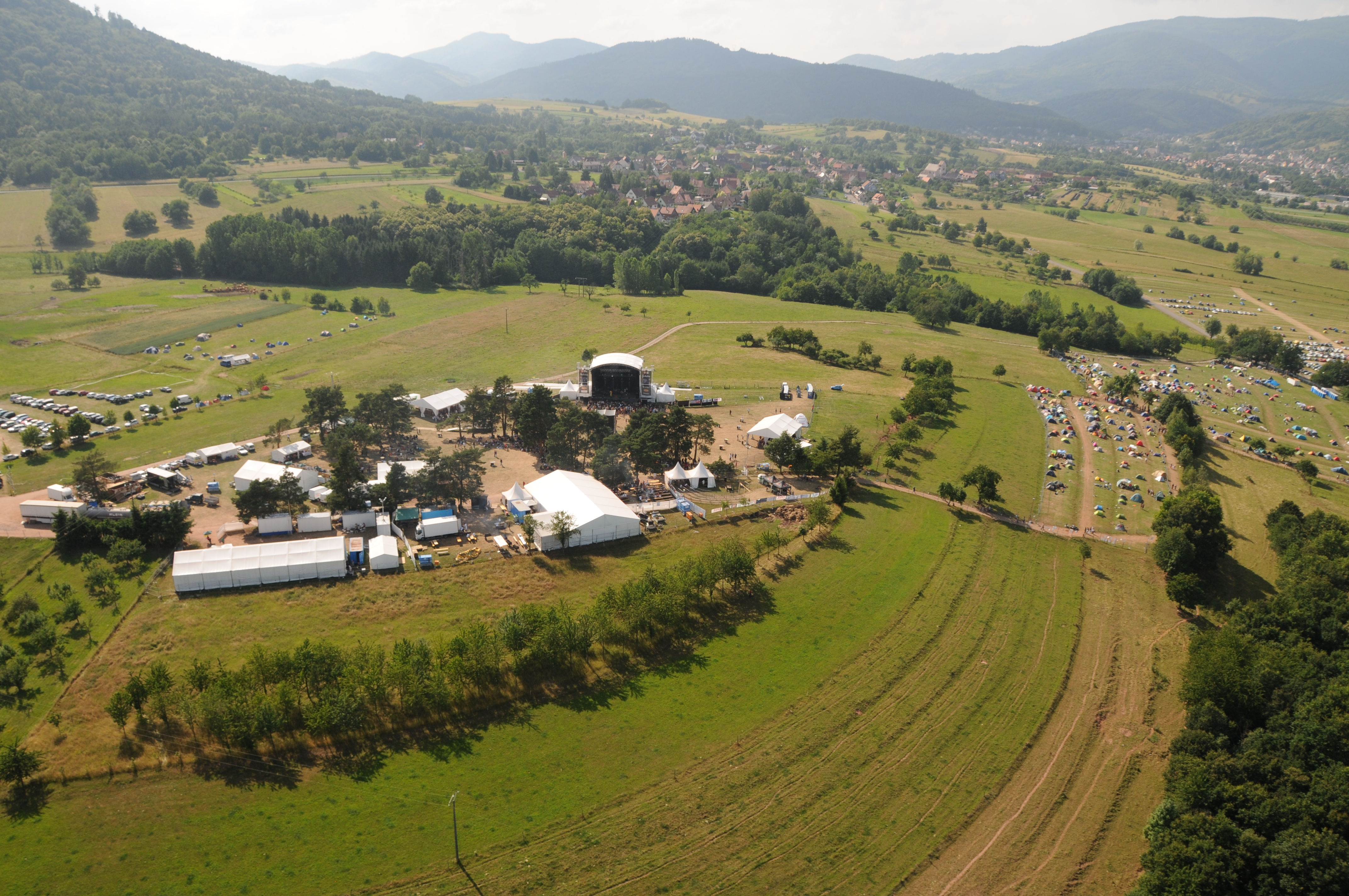

Décibulles ha scelto di piantare le sue tende nel centro dell'Alsazia, tra Strasburgo e Mulhouse.  Il festival si svolge a Neuve-Église, un piccolo paese di sette cento abitanti, in un posto unico, quello della valle di Villé.
Ogni anno, centinaia di tende invadono il campeggio del festival, che è a fianco al sito in cui si svolge il festival.” Non c'è bisogno di guidare per andare a dormire !”

### Una programmazione musicale per fare la festa insieme agli amici
Spesso i gruppi in programmazione sono noti da tutti, ma non per tutti.
L'obiettivo: offrire musica di qualità, con i gruppi musicali che danno il meglio sul palcoscenico.
Nel 1992, la prima edizione ha accolto solamente le band locali, mentre a partire dalle edizioni seguenti la programmazione si è arricchita con la presenza di gruppi di livello nazionale e anche internazionale.
Molti gruppi hanno fatto strada dopo avere suonato a Décibulles. Tra i gruppi che hanno suonato a Décibulles, possiamo citare: Horace Andy, Sergent Garcia, Bill Wyman, Roger Hodgson, Les Ogres de Barback, Matmatah, La Rue Ketanou, Sinsemilia, Popa Chubby, Silmarils, Marcel et son orchestre ...
Oggi Décibulles è diventato il festival estivo più importante d'Alsazia, e un appuntamento da non perdere nell'Est della Francia!

### Obiettivo Palcoscenico – Il ”Tremplin”, la scena per promuovere i giovani artisti
Oltre alla programmazione di gruppi locali, il “Tremplin” Décibulles “Obiettivo Palcoscenico”, istituito dal 2004, permette a due gruppi emergent locali (regola: costituiti da meno di tre anni e cresciuti in Alsazia) di esibirsi sul palco durante il festival.
Il Tremplin è organizzato ogni anno in marzo, in collaborazione con il café-concert (caffè-concerto) Freppel a Saint-Martin, e ha permesso ai gruppi come Skannibal Schmitt, Zool, Soulbender, Monsieur Koala, Crocodiles, Melissmell, Los Disidentes Del Sucio Motel, Plus Guest, The Electric Suicide Club, Mitch and The Buccanons di suonare durante il festival Décibulles.

## Storia

### 1992
La prima edizione ha accolto 700 spettatori. Il festival si è svolto su due giorni (sabato e domenica), con la seconda giornata gratuita.
- Blue Bridge
- Night Bird
- Gospel
- Graphic Sticks

### 1993
- Scum Boys
- Blues Experience
- Tania
- Altrace
- Stain Doll
- Les Sales Gosses

### 1994
Le due prime edizioni si sono svolte con la formula del sabato sera "rock", a pagamento, e con la domenica pomeriggio "campestre" e gratuita. Questa combinazione non ha riscontrato molto successo. Successivamente la terza edizione viene modificata con la domenica pomeriggio "rock" e a pagamento. Ma il tasso di frequentazione della seconda giornata restò basso nonostante una programmazione musicale attraente.
- The Barking Dogs
- Sylvain & les Barzingueurs
- Nightbird
- Hazard
- You
- Francis Decamps
- Rock Traffic
- Dubs
- Superfreak

### 1995
A partire dalla quarta edizione, il festival ha trovato la combinazione ideale con due serate "rock", il venerdì e il sabato.
- Red Cardell
- Soul Connexion
- Soul Prayer
- Buob
- Happy Drivers
- Bill Thomas
- Lisa De Luxe
- Oil-Len

### 1996
- Fou
- Spina
- Dolly
- Pink Lady
- EV
- Out
- Quicksilver Blues Band
- Les Pères de Famille

### 1997
A partire dalla sesta edizione, il festival è diventato indipendente, con l'Associazione Décibulles come nuova struttura organizzativa.
- Burning Heads
- La Strada
- Les Hurleurs
- Y Front
- Shaï No Shaï
- Oobik & the Pucks
- Divin'O
- Quintana Roo

### 1998
Il festival è cresciuto con circa 5 000 “festivalieri” per la settima edizione.
- Marcel et son Orchestre
- Sinsemilia
- Treponem Pal
- Armens
- In & Out
- Shag
- Useless
- Jefh

### 1999
- Popa Chubby
- Les Hurlements d'Léo
- Scapin
- The Blue Spirits
- Irishtambul
- Djoloff
- Candie Prune
- Peulvens

### 2000
Il festival ha continuato a crescere e ha raggiunto 6 000 spettatori per la sua nona edizione. Da notare i primi "sold-out", con la più parte dei biglietti venduti in prevendità.
- Zen Zila
- Dolly
- Silmarils
- Dr Ring Ding & the Seniors All Stars
- Hellsuckers
- Berthet
- Owhy
- Blugs

### 2001
La decima edizione è stata un vero successo, ( 7 000 entrate). Per l'occasione, fuochi d'artificio musicali ogni sera e una grande banda « sorpresa » per finire il festival.  Il nome di quella banda è stato svelato soltanto alla fine, all'apparizione sul palcoscenico. Il gruppo in questione: "Matmatah".
Venerdì
- Radio 777
- Masnada
- Red Cardell
- Percubaba
- Grand Popo Football Club

Sabato
- La Rue Ketanou
- Maximum Kouette
- Matmatah
- Em Remes Sini Band
- Phoenix

### 2003]
L'undicesima edizione ha rappresentato un cambiamento importante: il festival cambia sito, più spazioso, più bello e più adatto. Un secondo palcoscenico viene aggiunto, permettendo di aumentare il numero di gruppi in programmazione.
Così, 16 gruppi di rilievo locale e internazionale si sono esibiti sui palchi "Galopins" e "La chope".
Il risultato  12 000 ”festivalieri” !!
Venerdì
- Arno
- Bill Wyman's Rhythm Kings
- Spook & the Guay
- Mister Gang
- Hafabandjiss
- Coverage
- Les Dahus
- Les Suprêmes Dindes

Sabato
- Mass Hysteria
- Mes Souliers Sont Rouges
- Kyo
- Merzhin
- Toxic Kiss
- Greedy Guts
- Artsonic
- Package

### 2004
Venerdì
- Roger Hodgson
- Les Ogres de Barback
- Lofofora
- K2R Riddim
- Prototypes
- La Mala Suerte
- Nedgeva
- Zool

Sabato
- Sergent Garcia
- Horace Andy
- La Grande Sophie
- Autour de Lucie
- Skew Siskin
- Grave de Grave
- AM/PM
- Skannibal Schmitt

### 2006
Il festival diventa "Brasseur de rock" con una programmazione su 3 giorni, dal venerdì alla domenica!
10 000 persone hanno assistito alla tredicesima edizione del festival.
Venerdì
- Nada Surf
- Toots & the Maytals
- AS Dragon
- Jamait
- Kansas of Elsass
- As de Trefle
- Hakiliman Si

Sabato
- Les Wampas
- Mass Hysteria
- Les Fatals Picards
- Kaly Live Dub
- Therapy?
- Soulbender
- Bad Puppy Psycho

Domenica
- Louis Bertignac
- Femi Kuti
- Jim Murple Memorial
- N&SK
- Crucified Barbara
- Enneri Blaka
- Monsieur Koala

### 2007
Le due prime giornate con gruppi famosi, e la terza giornata dedicata piuttosto alle famiglie, in particolare grazie a un ingresso di 5 euro e alla programmazione di artisti francesi non ancora molto famosi.
La combinazione riscontra un grande successo e l'affluenza raggiunse un record: 16 000 festivalieri.
Venerdì
- Superbus
- AaRON
- Kaolin
- La Ruda
- P.O. Box
- Crocodiles

Sabato
- Trust
- Fishbone
- The Skatalites
- Karpatt
- Twan & Riddim Village
- Manialine

Domenica
- Java vs Winston McAnuff
- M.A.P.
- Simeo
- Bredelers
- No Cex Apple
- Le Train de 7h45

### 2008
Venerdì
- Christophe Maé
- Cocoon
- Beat Assailant
- Rhésus
- T
- Melissmell

Sabato
- The John Butler Trio
- Le Peuple de l'Herbe
- Massilia Sound System
- Fancy
- Sparkling Bombs
- Los Disidentes Del Sucio Motel

Domenica
- La Phaze
- Orange Blossom
- Lareosol
- Enneri Blaka
- Karavan Orchestra
- Lyre le Temps

### 2009
La sedicesima edizione ha accolto 16 000 festivalieri.
Venerdì
- les Ogres de Barback
- Pascale Picard Band
- Pep's
- Marcel et son Orchestre
- Caravan Palace
- Mitch and the Buccanons

Sabato
- Asian Dub Foundation
- Puppetmastaz
- Cold War Kids
- Babylon Circus
- Plus Guest
- The Electric Suicide Club

Domenica
- La Chanson du Dimanche
- Les Touffes Kretiennes
- Les Garçons Trottoirs
- Tribuman & Jazzomatix
- Les Sales Timbanques
- Art District

### 2010
L'appuntamento della 17 edizione del festival  è per il 25, 26 e 27 giugno 2010!
Venerdì
- Goran Bregović
- Micky Green
- Yodelice
- Pulpalicious
- Coming Soon
- Secretive

Sabato
- Groundation
- Sanseverino
- Les Tambours du Bronx
- The Toy Dolls
- Didier Super
- Dead Duck

Domenica
- Oai Star
- La Fanfare en Pétard
- Jesers
- Colt Silvers
- Roberdam
- Mua'dib & The Awakening

## Décibulles Worldwide Company
Nel 2010, l'associazione ha deciso di organizzare delle manifestazioni parallele al festival Décibulles (concerti, cinema, ecc), con lo scopo di promuovere serate organizzate in collaborazione con i vari attori locali. Per distinguerle dal festival, queste serate saranno chiamate Décibulles Worldwide Company.

### Gennaio 2010
La prima edizione di DWC è organizzata in collaborazione con la MJC le Vivarium di Villé.
Venerdì
- Proiezione del film Good Morning England.

Sabato
- Les Escrocs du swing
- Flying Orkestar.